# 5335 Damocles

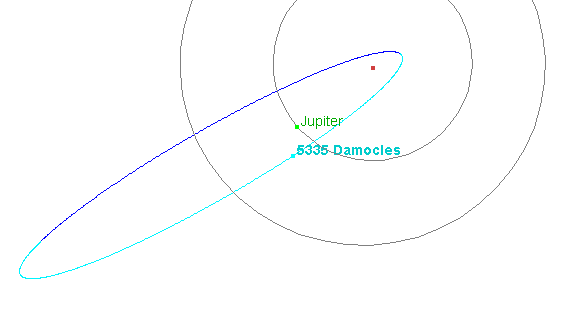
Quỹ đạo của 5335 Damocles.

5335 Damocles, định dạng ban đầu 1991 PA, là một tiểu hành tinh Damocloid có quỹ đạo rất lập dị giống như sao chổi. Nó được khám phá vào ngày 18 tháng 2 năm 1991 bởi nhà thiên văn học Robert McNaught tại đài quan sát Siding Spring, Australia. Nó được đặt tên của Damocles, trong thần thoại Hy Lạp.Khi Damocles được phát hiện, nó có quỹ đạo khác nhất so với những thiên thể khác được biết. Quỹ đạp của nó vươn từ viễn điểm của Sao Hỏa đến xa như Thiên Vương Tinh.Năm 2019, nó cách Mặt Trời 19.6 AU với độ sáng biểu kiến là 26.3. Nó đến điểm xa Mặt Trời nhất (viễn điểm) vào năm 2011. Tính từ của nó là Damoclean.